# El desorden que dejas (novel·la)
|  | No s'ha de confondre amb El desorden que dejas (sèrie de televisió). |

El desorden que dejas és una novel·la de l'escriptor i guionista espanyol Carlos Montero, publicada el 22 de març de 2016. És un thriller psicològic en primera persona ambientat en un petit poble fictici anomenat Novariz, situat a Galícia. La novel·la va començar a rodar-se el 21 d'octubre de 2019 i va acabar el 14 de març de 2020.
La Raquel, una jove professora de literatura, accepta el lloc de suplent que li ofereixen en l'institut de Novariz, poble del qual pertany el seu marit. Quan arriba s'adona que Elvira, la professora a la qual està substituint es va suïcidar. Això l'estranya però les coses es posen pitjor quan en finalitzar les classes troba una nota a la seva bossa en la qual posa: «I tu quant trigaràs en matar-te?». Aquesta es comença a fer preguntes i decidida, comença a investigar sobre l'antiga professora per esbrinar què li va passar. Durant la recerca que duu a terme pel seu compte, sense explicar-li a ningú el que li passa per por, segueix rebent notes d'aquest estil.
Netflix emet des de desembre de 2020 la sèrie El desorden que dejas. L'adaptació de l'obra consta de vuit capítols de 40 minuts i va ser gravada a Galícia. Entre el repartiment es troben les actrius Inma Cuesta i Bàrbara Lennie i els actors Tamar Novas, Arón Piper, Roberto Enríquez.

## Premis
- XX Premi Primavera de Novel·la (2016).[4]